# Austrorhynchus spinosus
Austrorhynchus spinosus är en plattmaskart som beskrevs av Tor Karling 1977. Austrorhynchus spinosus ingår i släktet Austrorhynchus och familjen Polycystididae. Inga underarter finns listade i Catalogue of Life.